# GMC Sprint
GMC Sprint – samochód osobowy typu pickup klasy wyższej produkowany pod amerykańską marką GMC w latach 1971–1977.

## Pierwsza generacja

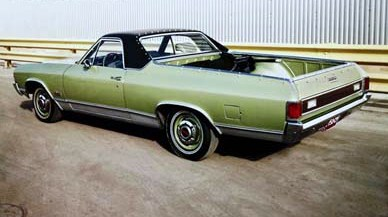
GMC Sprint I – tył

GMC Sprint I został zaprezentowany po raz pierwszy w 1970 roku.
W 1970 roku GMC zdecydowało się uzupełnić ofertę modelową o dużego pickupa typu coupe utility opartego na bazie produkowanej wówczas od 1967 roku trzeciej generacji modelu Chevrolet El Camino.
Pierwsza generacja GMC Sprint odróżniała się od bliźniaczego modelu Chevroleta innym wzorem atrapy chłodnicy i oznaczeniami producenta, a także bogatszym wyposażeniem i zmodyfikowanym wystrojem wnętrza.

### Silnik
- L6 4.1l
- V8 5.0l
- V8 5.7l
- V8 6.6l
- V8 7.4l

## Druga generacja

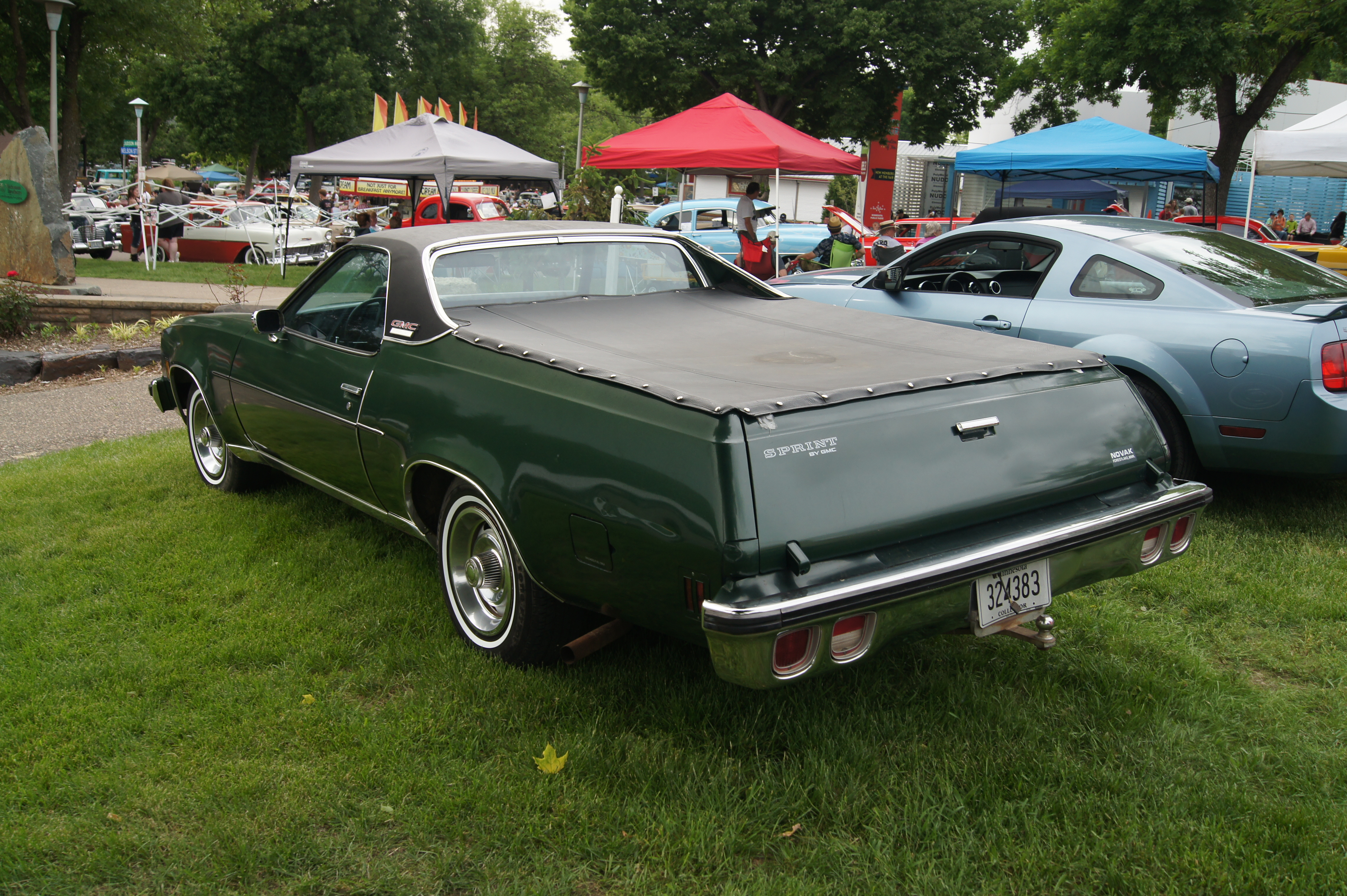
GMC Sprint II – tył

GMC Sprint II został zaprezentowany po raz pierwszy w 1972 roku.
Druga generacja GMC Sprint zadebiutowała tym razem równolegle z nowym wcieleniem bliźniaczego Chevroleta El Camino, przechodząc ewolucyjny zakres wizualnych zmian. Z przodu pojawiła się duża chromowana atrapa chłodnicy z oznaczeniem producenta, a także odrębne, duże obwódki reflektorów z chromowanymi nakładkami.
Nowym rozwiązaniem było umieszczenie tylnych lam – tym razem miały one formę dwóch odrębnych par kloszy umieszczonych w zderzaku. Po trwającej 5 lat produkcji, GMC Sprint został zastąpiony przez model Caballero.

### Silnik
- L6 4.1l
- V8 5.0l
- V8 5.7l
- V8 6.6l
- V8 7.4l